# Homeomorfismus
Homeomorfismus (z řeckého homeos = stejný, morphe = tvar) je vzájemně jednoznačné zobrazení mezi topologickými prostory, které zachovává topologické vlastnosti. Homeomorfismus je tedy jiný název pro izomorfismus topologických prostorů. Dva prostory, mezi kterými je homeomorfismus se nazývají homeomorfní. Z pohledu topologie jsou stejné (mají stejné vlastnosti).

## Definice
Zobrazení {\displaystyle f:X\rightarrow Y} se nazývá homeomorfismus, pokud
1. je bijektivní
2. je spojité
3. Inverzní zobrazení {\displaystyle f^{-1}:Y\rightarrow X} je spojité.

Pokud existuje homeomorfismus {\displaystyle X} na {\displaystyle Y}, jsou prostory {\displaystyle X} a {\displaystyle Y} homeomorfní. Homeomorfismy jsou ekvivalence na třídách topologických prostorů.

## Příklady
- Identické zobrazení na topologickém prostoru je vždy spojité a proto je homeomorfismem. Jiná je však situace, pokud na jedné množině uvažujeme dvě různé topologie (tedy dva různé seznamy otevřených množin). Například na reálných číslech můžeme uvažovat obvyklou topologii a diskrétní topologii (v níž je každá množina otevřená i uzavřená). Identické zobrazení z topologického prostoru (A, T1) do (A, T2) je homeomorfismem, právě když T1 = T2, tedy pokud T1 a T2 označují tutéž topologickou strukturu.

- Otevřený interval (-1, 1) je homeomorfní množině reálných čísel, příkladem je homeomorfismus {\displaystyle x\rightarrow \operatorname {tg} \ \pi x/2}.